# Fardin Hedajati
Fardin Szaban Hedajati (pers. فردین هدایتی; ur. 20 października 2003) – irański zapaśnik walczący w stylu klasycznym. 
Złoty medalista mistrzostw Azji w 2025. 
Mistrz świata U-23 w 2024. Mistrz świata juniorów w 2023 i drugi w 2022 roku. 